# Pentax K-r
Pentax K-r je 12.4 megapikselni digitalni SLR fotoaparat. Fotoaparat je najavljen 9. rujna 2010., a u prodaju je krenuo mjesec dana kasnije. 
K-r je dostupan u 3 boje (crna, bijela i crvena) dok su ostale boje dostupne samo Japansko tržištu. U odnosu na prethodnika Pentax K-x, K-r uvodi veći ekran (3") i novi sustav za automatsko fokusiranje SAFOX IX.

## Tehničke specifikacije
| Vrsta kamere               | Digitalni SLR |
| Senzor                     | APC-S 23.6x15.8mm CMOS                                                                                                |
| Maksimalna rezolucija      | 12.4 megapiksela (4288x2428px)                                                                                        |
| Video mogućnosti           | 1280x720 25fps 640x480 25fps 640x480 30fps                                                                            |
| Brzina rafalnog okidanja   | 6 slika u sekundi |
| Bajonet                    | Pentax KAF2, podržava rad sa starijim objektivima uz neka ograničenja                                                 |
| Bljeskalica                | Ugrađena sa sinkronizacijom na 1/180 sek. Moguće je koristiti vanjske bljeskalice preko hot-shoe ili PC Sync utičnice |
| Brzina zatvarača           | 30 - 1/6000 s, bulb                                                                                                   |
| Svjetlomjer                | TTL 16 segmenata s mogućnošću izbora načina mjerenja svjetla (ukupan prizor, prosjek sredine, točkasto)               |
| Tražilo                    | Penta zrcalo koja pokriva 96% vidnog polja uz povećanje od 0.85x                                                      |
| Ekran                      | 3" s 921 000 točaka                                                                                                   |
| Mikrofon                   | Ugrađen mono mikrofon                                                                                                 |
| Memorija                   | SD, SDHC, SDXC |
| Izlazni format fotografija | PEF, DNG i JPG |
| Baterija                   | Litij-ionska D-LI109 punjive ili 4xAA baterije                                                                        |
| Ostale karakteristike      | Live-view način rada Ugrađena stabilizacija slike Podesiva razina uklanjanja šuma                                     |
| Težina                     | 595 grama s baterijom                                                                                                 |